# پاتریک دویل
پاتریک دویل (انگلیسی: Patrick Doyle؛ زادهٔ ۶ آوریل ۱۹۵۳) یک موسیقی‌دان اهل بریتانیا است. وی از سال ۱۹۸۹ میلادی تاکنون مشغول فعالیت بوده‌است.
از فیلم‌ها یا برنامه‌های تلویزیونی که وی در آن نقش داشته است می‌توان به هر طور شما دوست دارید اشاره کرد.

## فیلم‌شناسی
| سال          | فیلم                  | توضیحات |
| ------------ | --------------------- | --- |
| ۱۹۸۲         | No. 73                | Children's TV show                                                                                                  |
| ۱۹۸۸         | شب دوازدهم            | Videotaped TV drama                                                                                                 |
| ۱۹۸۹         | Look Back in Anger    | Videotaped TV drama                                                                                                 |
| ۱۹۸۹         | هنری پنجم             | جوایز آیور نوولو for Best Film Theme                                                                                |
| ۱۹۹۰         | Shipwrecked           | |
| ۱۹۹۱         | مرگ دوباره            | نامزد — جایزه گلدن گلوب بهترین موسیقی                                                                               |
| ۱۹۹۲         | هند و چین             | نامزد — César Award for Best Music Written for a Film                                                               |
| ۱۹۹۲         | به سوی غرب            | |
| ۱۹۹۳         | هیاهوی بسیار برای هیچ | |
| ۱۹۹۳         | Needful Things        | |
| ۱۹۹۳         | راه کارلیتو           | |
| ۱۹۹۴         | فرانکنشتاین           | نامزد — Saturn Award for Best Music                                                                                 |
| ۱۹۹۴         | Exit to Eden          | |
| ۱۹۹۵         | در چله سرد زمستان     | |
| Exit to Eden |                       | |
| ۱۹۹۵         | Une femme française   | |
| ۱۹۹۵         | یک شاهدخت کوچک        | Los Angeles Film Critics Association Award for Best Music                                                           |
| ۱۹۹۵         | عقل و احساس           | نامزد — جایزه اسکار بهترین موسیقی فیلم نامزد — جایزه بفتای بهترین موسیقی فیلم نامزد — جایزه گلدن گلوب بهترین موسیقی |
| ۱۹۹۶         | خانم وینتربورن        | |
| ۱۹۹۶         | هملت                  | نامزد — جایزه اسکار بهترین موسیقی فیلم نامزد — Satellite Award for Best Original Score                              |
| ۱۹۹۷         | دنی براسکو            | |
| ۱۹۹۸         | آرزوهای بزرگ          | |
| ۱۹۹۸         | جستجو برای کملوت      | |
| ۱۹۹۹         | East/West             | نامزد — César Award for Best Music Written for a Film                                                               |
| ۲۰۰۰         | Blow Dry              | |
| ۲۰۰۰         | درد بیهوده عشق        | |
| ۲۰۰۱         | خاطرات بریجت جونز     | World Soundtrack Award for Best Original Score of the Year Not Released on an Album                                 |
| ۲۰۰۱         | گاسفورد پارک          | World Soundtrack Award for Soundtrack Composer of the Year                                                          |
| ۲۰۰۲         | Killing Me Softly     | |
| ۲۰۰۳         | Calendar Girls        | |
| ۲۰۰۳         | شیرهای دست دوم        | |
| ۲۰۰۳         | The Galindez File     | |
| ۲۰۰۴         | فرانسه نو             | |
| ۲۰۰۵         | Man to Man            | |
| ۲۰۰۵         | Wah-Wah               | |
| ۲۰۰۵         | نانی مک‌فی             | |
| ۲۰۰۵         | هری پاتر و جام آتش    | ASCAP Award for Top Box Office Films نامزد — Saturn Award for Best Music                                            |
| ۲۰۰۶         | Jekyll & Hyde         | |
| ۲۰۰۶         | Sir Billi the Vet     | Short film |
| ۲۰۰۶         | هر طور شما دوست دارید | |
| ۲۰۰۶         | اراگون                | |
| ۲۰۰۷         | Have Mercy on Us All  | |
| ۲۰۰۷         | The Last Legion       | |
| ۲۰۰۷         | Sleuth                | |
| ۲۰۰۸         | جزیره نیم             | |
| ۲۰۰۸         | ایگور                 | |
| ۲۰۱۰         | Main Street           | |
| ۲۰۱۱         | La Ligne droite       | نامزد — World Soundtrack Award for Soundtrack Composer of the Year                                                  |
| ۲۰۱۱         | ثور                   | نامزد — World Soundtrack Award for Soundtrack Composer of the Year                                                  |
| ۲۰۱۱         | Jig                   | Documentary نامزد — World Soundtrack Award for Soundtrack Composer of the Year                                      |
| ۲۰۱۱         | Sarajevo              | Short film |
| ۲۰۱۱         | ظهور سیاره میمون‌ها    | |
| ۲۰۱۲         | دلیر                  | |
| ۲۰۱۳         | It                    | Silent movie from 1927                                                                                              |
| ۲۰۱۳         | Puppeteer             | Video game |
| ۲۰۱۴         | جک رایان: سرباز سایه  | |
| ۲۰۱۵         | سیندرلا               | |
| ۲۰۱۵         | دریم‌ورکس انیمیشن      | |